# Too Pure
Too Pure est un label indépendant britannique créé en 1989 à Londres par Paul Cox. La réputation du label s'est construite au départ sur sa production de musique électronique, puis de rock indépendant. Ce label a notamment produit des albums de PJ Harvey et Stereolab.

## Artistes produits
- Billy Mahonie
- Bows
- Electrelane
- The French
- Hefner
- Ill Ease
- Jack
- The Keys
- Laika
- Long Fin Killie
- mclusky
- Minxus
- Moonshake
- Mouse On Mars
- Murry The Hump
- PJ Harvey
- Pram
- Rothko
- Scala
- Scout Niblett
- Seely
- Seefeel
- Stereolab
- Th' Faith Healers
- Volume All Stars
- Voodoo Queens